# Art for Art's Sake (singolo)
Art for Art's Sake è un singolo del gruppo musicale britannico 10cc, pubblicato nel 1975 ed estratto dall'album How Dare You!.

## Tracce
- 7"

1. Art for Art's Sake
2. Get It While You Can

## Formazione
- Lol Creme – voce, chitarra, cori, percussioni, Moog
- Eric Stewart – piano elettrico, piano acustico, voce, cori, basso, chitarra
- Kevin Godley – batteria, cori, percussioni
- Graham Gouldman – chitarra, cori, voce, percussioni

## Classifiche
| Classifica (1975/1976) | Posizione massima |
| ---------------------- | ----------------- |
| Regno Unito            | 5                 |